# James Paget

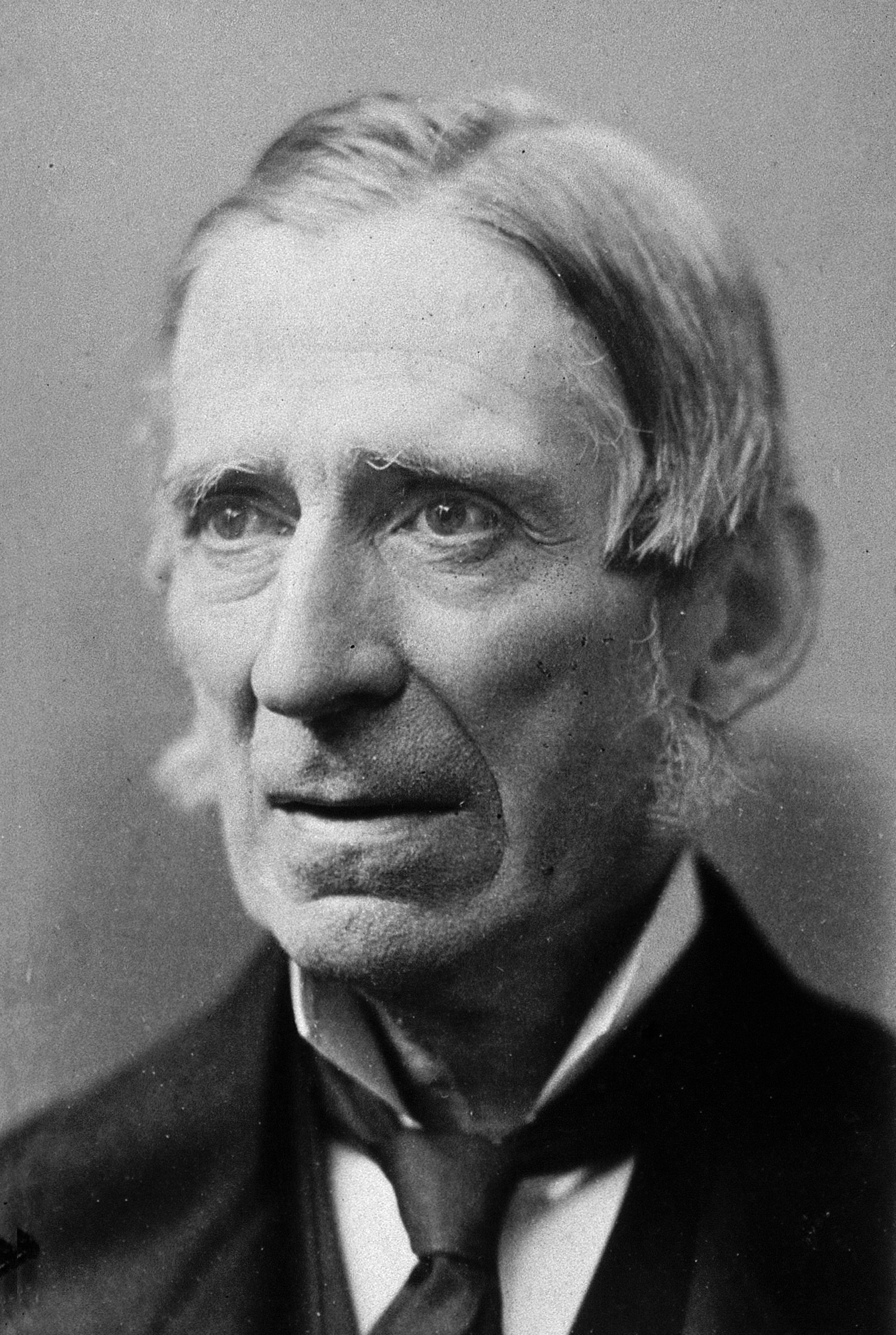
James Paget

Sir James Paget, 1. Baronet (* 11. Januar 1814 in Great Yarmouth; † 30. Dezember 1899 in London) war ein englischer Chirurg und  Vizekanzler der Londoner Universität. Er ist Namensgeber zweier Morbus Paget genannter Erkrankungen, die heute auch als Osteodystrophia deformans und Paget-Karzinom bekannt sind, sowie des Paget-von-Schroetter-Syndroms. Sein Arbeitsgebiet war ab 1856 vor allem die Pathologische Histologie. Zusammen mit seinem Freund Rudolf Virchow gilt er als Mitbegründer der modernen Pathologie.

## Leben und Wirken
James Paget war eines von 18 Kindern eines Unternehmers, von denen nur acht das Erwachsenenalter erreichten. Nach dem Besuch der Charterhouse School plante er zunächst zur Marine zu gehen, entschied sich jedoch eine fünfjährige Lehre bei dem Chirurgen und Apotheker Charles Costerton anzunehmen. 1834 wechselte er an das Londoner St Bartholomew’s Hospital, wo er sich mangels finanzieller Mittel sein Wissen durch die Begleitung der Patientenbesuche von dem Arzt Peter Latham aneignete. 1836 wurde er vom College of Surgeons geprüft und war anschließend als Dozent sowie als Autor für die Medical Times and Gazette tätig. Auch lernte er Deutsch, um die anatomischen Lehrbücher der deutschsprachigen Anatomen als Hilfsmittel für seine in der Freizeit durchgeführten Autopsien heranziehen zu können. Zwischen 1878 und 1899 war Paget als Consulting Surgeon am German Hospital (London) tätig.
1834 entdeckte er den Parasiten Trichinella spiralis als Verursacher der Trichinellose. 1837 erhielt er eine Anstellung, die ihm jährlich £100 einbrachte, und begann seine ersten wissenschaftlichen Artikel zu schreiben. An einer Leiche infizierte er sich mit Typhus und verstarb beinahe daran. 1844 heiratete er seine Frau Lydia.
Seine bekanntesten Werke sind Lectures on Tumours (1851) und Lectures on Surgical Pathology (1853). 1851 wurde er Fellow der Royal Society und 1892 Ehrenmitglied (Honorary Fellow) der Royal Society of Edinburgh. Im Jahr 1858 wurde er zum Surgeon-in-Ordinary für den Prince of Wales bestellt, 1875 übernahm er den Vorsitz des Royal College of Surgeons. 1874 beschrieb er das später nach ihm benannte Brustwarzen-Karzinom und 1876 oder 1877 erstmals exakt eine als Paget-Krankheit bekannte Knochenerkrankung. 1877 wurde er in die American Academy of Arts and Sciences gewählt. 1885 wurde er korrespondierendes Mitglied der Académie des sciences.
Am 19. August 1871 wurde ihm der erbliche Adelstitel eines Baronet, of Harewood-place, in the Parish of St. George, Hanover-Square, in the County of Middlesex, verliehen.
Die Begräbnisfeier in der Westminster Abbey wurde von seinem Sohn Francis Paget, dem späteren Bischof von Oxford, gehalten. Seine weiteren Söhne waren John Paget, sein Titelerbe, Luke Paget, Bischof von Chester, und Stephen Paget, der ebenfalls Chirurg wurde. Nach ihm ist der James Paget Healthcare NHS Trust und das James Paget Hospital in Norfolk benannt.